# Estación de Cacela
La Estación Ferroviária de Cacela, también conocida como Estación de Cacela o Estación de Vila Nova de Cacela, es una plataforma ferroviaria de la Línea del Algarve, que sirve a la localidad de Vila Nova de Cacela, del ayuntamiento de Vila Real de Santo António, en Portugal.

## Características

### Características y servicios
En enero de 2011, esta estación poseía dos vías de circulación, cada una con 262 metros de longitud, y dos plataformas, que contaban con 128 y 210 metros de extensión, y 40 centímetros de altura.

## Historia

### Inauguración
Esta plataforma se encuentra entre las estaciones de Tavira y Vila Real de Santo António, que abrió a la explotación el 14 de abril de 1906.